# Chandra Barot
Pour les articles homonymes, voir Barot.
Chandra Barot, né en 1939 au Tanganyika et mort le 20 juillet 2025 à Bombay (Maharashtra), est un réalisateur indien à qui l'on doit Don (1978). 
Cependant, malgré le très grand succès remporté par son film, Barot n'a pas réalisé d'autres films, si ce n'est quelques projets inachevés.
D'après les informations connues, Barot est principalement basé à Bombay (Maharashtra) et demeure actif dans l'industrie du cinéma de Bollywood de 1970 jusqu'à son décès en 2025.

## Biographie
Les détails de sa naissance ne sont pas connus, mais il naît au Tanganyika. Il raconte que son père a déménagé à Dar es Salaam en 1930, mais qu’il abandonne le pays suite à des émeutes raciales en 1967. Il travaille à la Barclay's Bank, et avant de déménager à Londres, Chandra Barot lui-même visite Bombay : il y retrouve sa sœur, Kamal Barot, connue comme chanteuse de play-back pour le cinéma hindou.
Après son retour de Londres, Chandra Barot renoue avec l’industrie du film hindi. Il devient assistant-réalisateur auprès de Manoj Kumar durant les années 1970, participant à des films célèbres tels que Purab Aur Pachhim (1970), Shor (1972) et Roti Kapada Aur Makaan (1974).
Il réalise son premier et unique film majeur, Don, en 1978, avec Amitabh Bachchan en vedette principale,. Ce film connaît un énorme succès à sa sortie et demeure un classique du cinéma bollywoodien. Il marque les esprits par son scénario et sa musique emblématique.
Malgré ce succès, Chandra Barot n'a pas enchaîné avec d'autres œuvres majeures. En 1989, il réalise Aashrita, un film Bengali connaît un certain succès commercial. Plusieurs projets comme Hong Kong Wali Script et Neil Ko Pakadna.... Impossible sont restés inachevés ou n'ont pas vu le jour, ce qui limite son œuvre à un petit nombre de films.
Il est également connu pour avoir exprimé son aversion pour les remakes de son film Don, qui ont pourtant connu plusieurs réadaptations, notamment la très célèbre version de Shah Rukh Khan.
Chandra Barot meurt le 20 juillet 2025 à Bombay (Maharashtra). 

## Filmographie
- 1978 : Don
- 1991 : Pyar Bhara Dil